# Rachiw

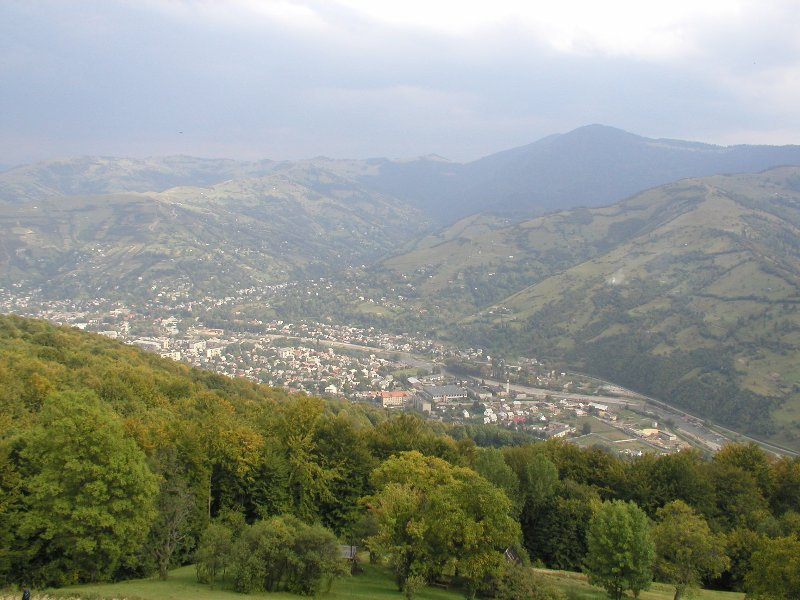
Blick auf die Stadt Rachiw

Rachiw (ukrainisch Рахів ; russinisch Рахово Rachowo; russisch Рахов Rachow; deutsch selten Rauhau; ungarisch Rahó; rumänisch Rahău; slowakisch Rachov; jiddisch ראַכעוו Rachew; polnisch Rachów) ist eine im Osten der ukrainischen Oblast Transkarpatien nahe der Grenze zu Rumänien gelegene Stadt mit etwa 15.500 Einwohnern (Stand 2019). In vielen Veröffentlichungen und Karten findet sich neben der Transliteration Rachiv gelegentlich auch die englische Transkription Rakhiv.
Rachiw ist das administrative Zentrum des gleichnamigen Rajons. Die Stadt am Ufer der Theiß ist eingebettet in die Bergrücken der Waldkarpaten. In der Nähe steigt der höchste Berg dieses Gebirgszuges und der Ukraine, die Howerla, auf bis zu 2061 m an. Rachiw selbst liegt auf 430 m Höhe und ist Sitz der Verwaltung des Biosphärenreservates Karpaten, das die weltweit größten Rotbuchen-Urwaldareale umschließt. Die Buchenurwälder in den Karpaten sind seit Juli 2007 als Weltnaturerbe bei der UNESCO eingetragen.

## Verwaltung
Am 12. Juni 2020 wurde die Stadt zum Zentrum der neu gegründeten Stadtgemeinde Rachiw (Рахівська міська громада/Rachiwska miska hromada) im Rajon Rachiw. Zu dieser zählen auch 6 Dörfer; bis dahin bildete sie die Stadtratsgemeinde Rachiw (Рахівська міська рада/Rachiwska miska rada).
Folgende Orte sind neben dem Hauptort Rachiw ein Teil der Gemeinde:
| Name                     | Name        | Name                    | Name                   | Name                                 | Name    |
| ukrainisch transkribiert | ukrainisch  | russisch                | slowakisch             | ungarisch                            | deutsch |
| ------------------------ | ----------- | ----------------------- | ---------------------- | ------------------------------------ | ------- |
| Bilyn                    | Білин       | Билин (Bilin)           | Bilina, Belín          | Bilin                                | -       |
| Chmeliw                  | Хмелів      | Хмелев                  | Chmelli                | Komlós                               | -       |
| Dilowe                   | Ділове      | Деловое (Delowoje)      | Trebušany              | Terebesfejérpatak, Trebusafejérpatak | -       |
| Kostyliwka               | Костилівка  | Костылевка (Kostylewka) | Berlebaš               | Barnabás                             | -       |
| Kruhlyj                  | Круглий     | Круглый (Kruglyj)       | Kruhlý, Kruhlí         | Körtelep                             | -       |
| Wilchowatyj              | Вільховатий | Ольховатый (Olchowatyj) | Vilchovatý, Vilchovetý | Kiscserjés                           | -       |

## Geschichte
Zur Herkunft des Ortsnamens Rachiw gibt es mehrere Thesen, bei denen entweder das Verb „rechnen“ (ukrainisch rachuwaty) in Betracht gezogen wird – so sollen Händler hier ihre Abrechnungen durchgeführt haben – oder der Name Rach als Besitzer eines frühen Bauernhofes vermutet wird.
Erste Erwähnung fand Rachiw, das ursprünglich von Huzulen aus Galizien besiedelt war, im Jahr 1447 als Dorf innerhalb des Königreichs Ungarn. Ab etwa 1800 bis 1820 siedelten sich auf Einladung der ungarischen Regierung staatliche Holzarbeiter aus deutschsprachigen Siedlungsgebieten der Zips in der heutigen östlichen Slowakei nördlich der eigentlichen Stadt an. Die Zipser, die zumeist den deutsch-schlesisch basierten Dialekt Zäpsersch sprachen, nannten sie ihre Siedlung Zipserei.
Seit 1867 gehörte es zu Österreich-Ungarn. In den Nachkriegswirren des Ersten Weltkriegs schloss sich Rachiw zunächst der ungarischen Räterepublik an, wurde dann kurzzeitig von Rumänien besetzt und schließlich, wie das restliche Transkarpatien, an die neugebildete Tschechoslowakei angegliedert. In dieser Zeit erlebte die bergige Region um Rachiw eine touristische Blütezeit, und der Ort wurde gelegentlich als „Huzulisches Paris“ bezeichnet. Diese Phase endete, als Ungarn infolge des ersten Wiener Schiedsspruchs 1938 zunächst die südwestlichen Teile Transkarpatiens und im Slowakisch-Ungarischen Krieg 1939 den übrigen Teil der Region annektierte. Im Rahmen ihres Vormarsches nach Westen nahm 1944 die Rote Armee die Region ein, und 1945 wurde ganz Transkarpatien Teil der Ukrainischen Sowjetrepublik innerhalb der Sowjetunion. Am 30. Mai 1947 wurde der Ortschaft der Status einer Siedlung städtischen Typs verliehen, 1958 erfolgte die Verleihung der Stadtrechte. Seit dem Zerfall der Sowjetunion 1991 ist Rachiw ein Teil der unabhängigen Ukraine.

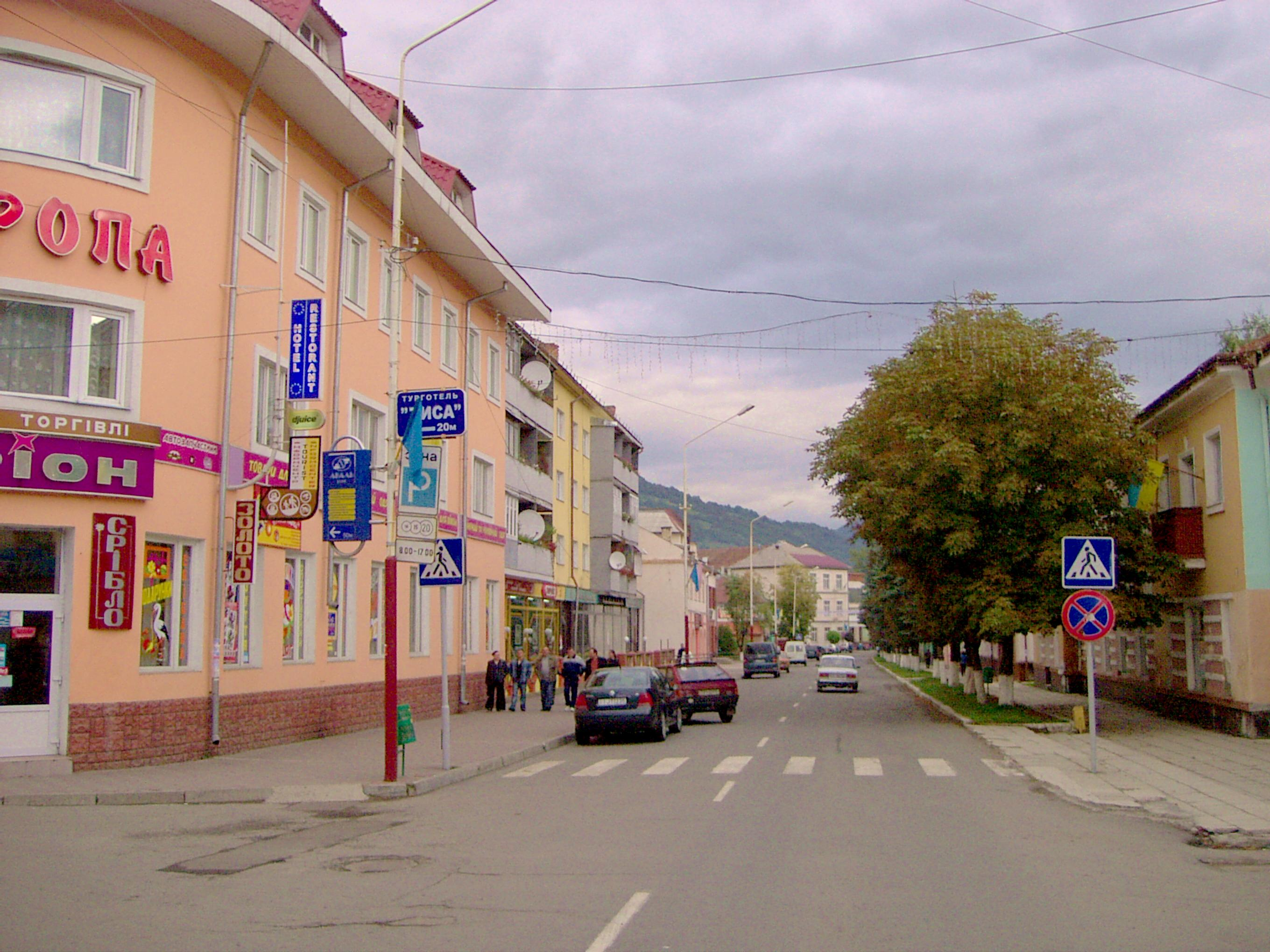
Hauptgeschäftsstraße in Rachiw

## Wirtschaft und Verkehr
In der Nähe von Rachiw befindet sich an der Bahnstrecke Sighetu Marmației–Iwano-Frankiwsk ein Grenzübergang für den Bahnverkehr nach Sighetu Marmației in Rumänien. Nach längerer Schließung wurde die Bahnstrecke im Jahr 2023 wieder in Betrieb genommen.
In der Stadt ist u. a. ein Werk der Möbelindustrie tätig. Außerdem wird in der Stadt Mineralwasser produziert.
Rachiw ist als „Tor in die Karpaten“ bekannt und zieht in wachsendem Maße Einnahmen aus dem Tourismus. Es gibt Restaurants und mehrere Hotels verschiedener Kategorien. In der Nähe befindet sich das Wintersportgebiet Drahobrat.

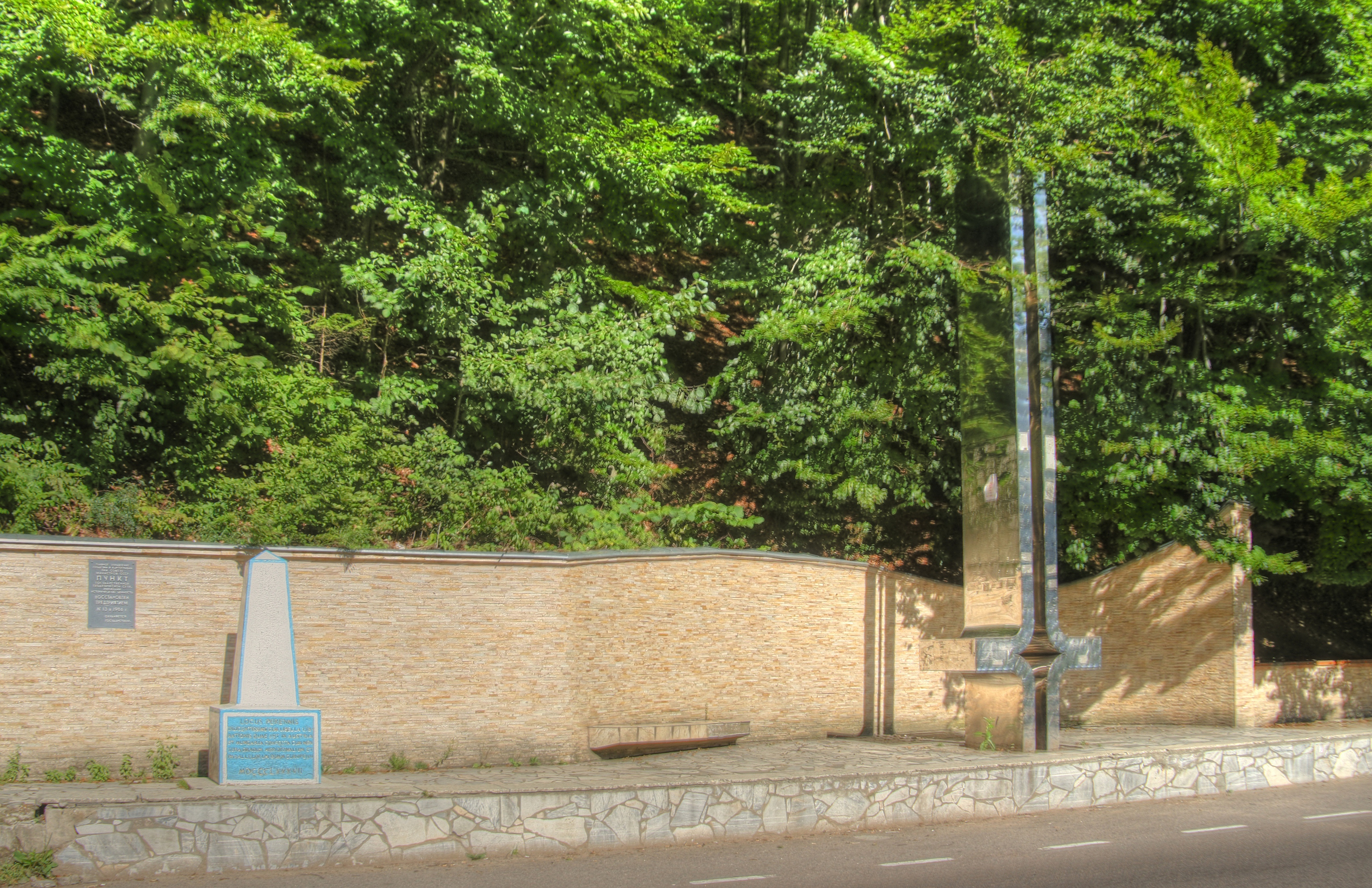
Denkmal für den geographischen Mittelpunkt Europas. Links das Ursprüngliche, rechts das Neue

## Besonderheiten
Mit der Errichtung der Bahnstrecke Sighetu Marmației–Iwano-Frankiwsk von 1885 bis 1887 wurde die Region an das Österreichisch-Ungarische Eisenbahnnetz angeschlossen. Bei Vermessungsarbeiten während des Baus wurde 1887 in Dilowe ein 2 m hohes geodätisches Denkmal über einer Urmarke des Präzisionsnivellements des Militärgeographischen Instituts errichtet, das im Original bis heute erhalten ist. Die Stele ist mit einer Gedenktafel mit lateinischer Inschrift versehen:
Locus Perennis Dilicentissime cum libella librationis quae est in Austria et Hungaria confecta cum mensura gradum meridionalium et parallelorum quam Europeum. MDCCCLXXXVII.
Das Denkmal überlebte die zwei Weltkriege und das Sowjetsystem in seiner ursprünglichen Form bis in die Gegenwart. Da die geodätische Marke jedoch sehr bescheiden wirkte, steht seit dem 27. Mai 1977 eine moderne, 7,20 Meter hohe Stele daneben, deren parallele Linien die vier Seiten der Welt symbolisieren und die mit einer Inschrift versehen wurde, die besagt, dass hier der geografische Mittelpunkt Europas liegt (obwohl dies in der lateinischen Inschrift von 1887 nicht erwähnt wurde). Nun ist diese Aussage in den Medien weit verbreitet und wird auch touristisch vermarktet. Eine Kugel, die den Planeten Erde symbolisiert, befindet sich in 6,60 Metern Höhe. Neben dem symbolischen Wert hat die Kugel noch eine stabilisierende Wirkung auf die geteilte Stele.